# Marian Żukowski
Marian Żukowski (ur. 29 listopada 1950 r. w Horodyszczu) – profesor nauk ekonomicznych, nauczyciel akademicki.

## Życiorys
W 1974 ukończył studia ekonomiczne na Uniwersytecie Marii Curie-Skłodowskiej w Lublinie. Stopień doktora nauk ekonomicznych uzyskał w 1978 w Państwowym Uniwersytecie w Leningradzie, a stopień doktora habilitowanego nauk ekonomicznych w 1990 w Centralnej Komisji przy Radzie Ministrów ZSRR. W 2007 otrzymał tytuł profesora.
W latach 1973–2010 był zatrudniony na Wydziale Ekonomicznym UMCS, pełnił funkcję prodziekana tego wydziału. Na UMCS pełnił też funkcję Kierownika Centrum Badań Wschodnich UMCS. Od 2010 pracuje jako profesor na Wydziale Nauk Społecznych KUL w Instytucie Ekonomii i Finansów w Katedrze Polityki Gospodarczej i Bankowości, jest kierownikiem tejże katedry. Był też zatrudniony na Wydziale Zarządzania Politechniki Lubelskiej w Katedrze Metod Ilościowych w Zarządzaniu, a także na Wydziale Ekonomicznym Radomskiej Szkoły Wyższej w Katedrze Finansów i Bankowości. Jest członkiem Komitetu Nauk o Finansach Polskiej Akademii Nauk. 

## Odznaczenia[7][8]
- Złoty Krzyż Zasługi
- Medal Komisji Edukacji Narodowej
- Złota Honorowa Odznaka Związku Banków Polskich